# Płuczka (górnictwo)

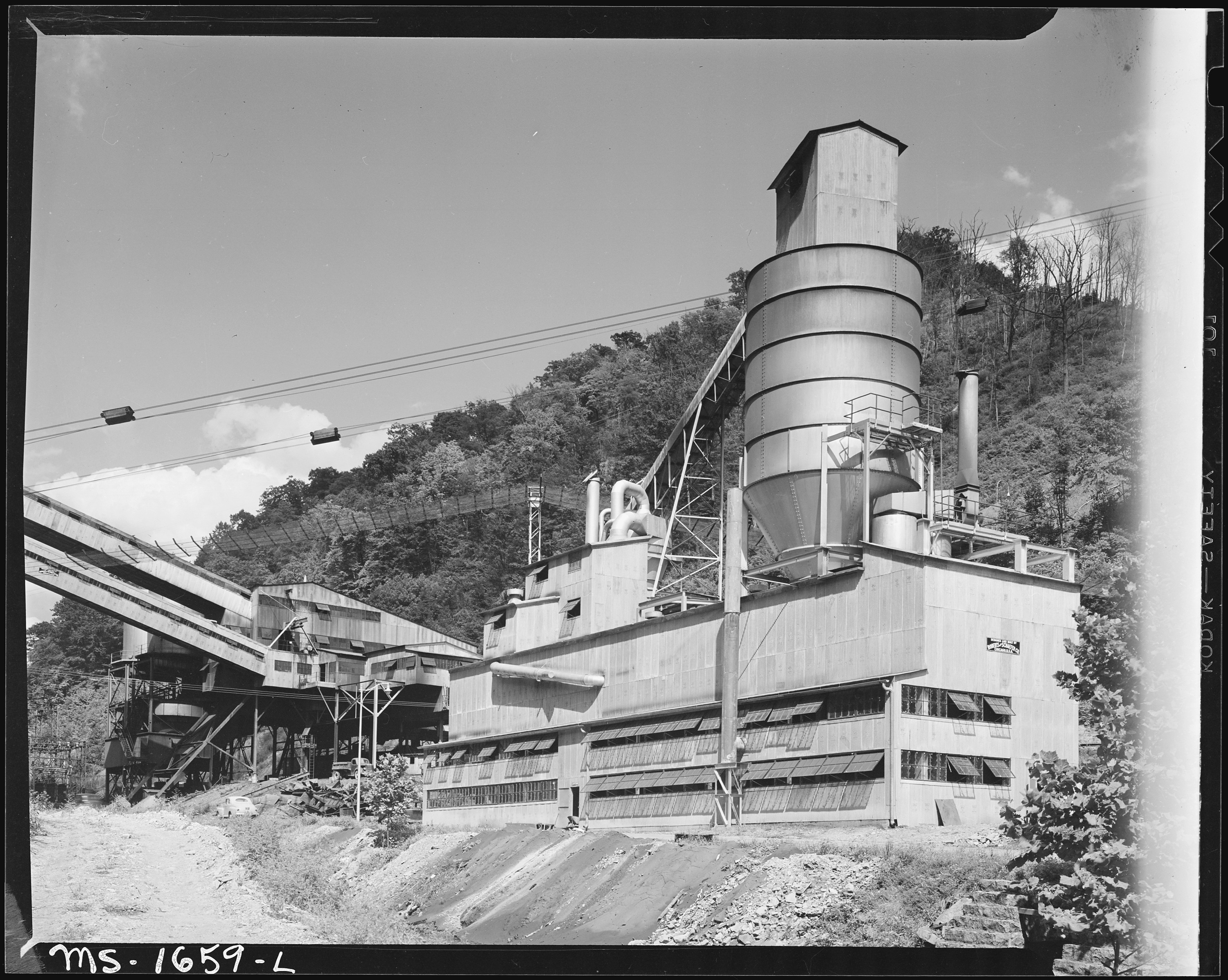
Zabudowania płuczki i sortowni w kopalni węgla Kopperston, Zachodnia Wirginia, USA, fot. 1946

Płuczka – zakład przeróbki wydobytego urobku w celu usunięcia skały płonnej, przerostów i zanieczyszczeń na mokro: za pomocą wody, cieczy ciężkich, tj. zawiesin zawierających np. baryt, magnezyt, czy piasek. 

Płuczka zazwyczaj stanowi część zabudowań kopalni lub zlokalizowana jest w jej sąsiedztwie, dawniej jej położenie było uzależnione od bliskości naturalnych ujęć wody. Warunki zimowe ze względu na zamarzanie wody również uniemożliwiały dawniej pracę płuczki.